# Timmy Mayer
Timmy Mayer (Dalton, Pennsylvania, 1938. február 22. – Longford, Tasmania, 1964. február 28.) amerikai autóversenyző.

## Pályafutása
1962-ben részt vett a Formula–1-es világbajnokság amerikai versenyén.
Testvére, Teddy volt a McLaren-istálló egyik alapítója Bruce McLaren mellett. Timmy részese volt a csapat első bajnoki szezonjának. 1964-ben a Tasman Series-ben szerepelt az alakulat és Timmy, Bruce csapattársaként vett részt a sorozatban. Több dobogós helyezést ért el a szezon alatt és az utolsó futamot megelőzően még a pontverseny harmadik helyére is esélyes volt. A szezonzáró előtt azonban életét vesztette. A Longford Circuit versenypályán, egy edzésen szenvedett halálos balesetet.

## Eredményei

### Teljes Formula–1-es eredménylistája
(Táblázat értelmezése)

(Félkövér: pole-pozícióból indult; dőlt: leggyorsabb kört futott) 

| Év   | Csapat             | Modell     | Motor             | 1   | 2   | 3   | 4   | 5   | 6   | 7   | 8      | 9   | Helyezés | Pont |
| ---- | ------------------ | ---------- | ----------------- | --- | --- | --- | --- | --- | --- | --- | ------ | --- | -------- | ---- |
| 1962 | Cooper Car Company | Cooper T53 | Climax Straight-4 | NED | MON | BEL | FRA | GBR | GER | ITA | USA Ki | RSA | -        | 0    |